# Hrabstwo Wilson (Teksas)

Piramida wieku hrabstwa

Hrabstwo Wilson – hrabstwo położone w USA w stanie Teksas. Utworzone w 1874 r. Siedzibą hrabstwa jest miasto Floresville. Hrabstwo przecinają rzeki San Antonio, oraz jej dopływ Cibolo Creek. 

## Gospodarka
61% areału hrabstwa zajmują obszary pasterskie, 20% uprawne i 15% leśne. 
- hodowla bydła (28. miejsce w stanie), koni, kóz, owiec i drobiu[2]
- wydobycie ropy naftowej[3]
- przemysł mleczarski[2]
- uprawa kukurydzy, sorgo, bawełny, orzeszków ziemnych i pszenicy[2][1]
- produkcja siana[2].

## Miasta
- Floresville
- La Vernia
- Poth
- Stockdale

## Sąsiednie hrabstwa
- Hrabstwo Guadalupe (północ)
- Hrabstwo Gonzales (północny wschód)
- Hrabstwo Karnes (południowy wschód)
- Hrabstwo Atascosa (południowy zachód)
- Hrabstwo Bexar (północny zachód)

## Demografia
- biali nielatynoscy – 55,2%
- Latynosi – 41%
- czarni lub Afroamerykanie – 2,1%
- rdzenni Amerykanie – 1,1%
- Azjaci – 0,7%[4].

## Religia
Członkostwo w 2010 roku:
- katolicy – 28,2%
- protestanci (gł. południowi baptyści – 8,8%, zjednoczeni metodyści – 3,6%, zielonoświątkowcy i inni ewangelikalni – ok. 5%)
- świadkowie Jehowy (2 zbory).